# Abraham Burton
Abraham Augustus Burton (New York, 17 maart 1971) is een Amerikaanse jazzsaxofonist (alt, tenor).

## Biografie
Burton jamde al als jeugdige met Eric McPherson en Nasheet Waits. Hij bezocht de Fiorello H. LaGuardia High School, om daarna te studeren aan de Hartt School of Music van de University of Hartford bij Jackie McLean. Als student behoorde hij tot de Collective Expression Band. In 2013 stelde een studiebeurs hem in staat tot een verdere studie aan de Rutgers University, waar hij afsloot met de master.
Begin jaren 1990 behoorde hij tot de band van Nat Reeves. Tussen 1991 en 1995 was hij bovendien lid van de Wailers van Art Taylor. In 1994 formeerde Burton zijn eigen kwartet, waartoe ook de drummer Eric McPherson, de pianisten Marc Cary, Allan Palmer, James Hurt, David Bryant en de bassisten Billy Johnson, Yosuke Inoue en Dezron Douglas behoorden. Met deze band toerde hij internationaal, trad hij op tijdens het North Sea Jazz Festival, het Moers Festival, de Leverkusener Jazztage en bij Pori Jazz. Hij bracht meerdere albums uit, waaronder Closest to the Sun (Enja Records, 1994). Met Nasheet Waits en McPherson speelt hij bovendien in het trio Etheral Breeze en als het duo Blacksalt treedt hij op met Lucian Ban.
Verder werkte hij in de bands van Louis Hayes, Ali Jackson, Horace Tapscott, Kenny Barron, Cindy Blackman en Santi Debriano. Sinds 1998 speelde hij bij Mingus Dynasty. Verder behoorde hij tot de Mingus Big Band en was hij betrokken bij het met een Grammy Award gedecoreerde album Live at the Jazz Standard (2011) en bij twee vroegere albums, die werden genomineerd voor een Grammy Award. Daarnaast onderwijst Burton aan de University of Hartford.
- CiNii: DA1677658X
- Gemeinsame Normdatei: 134893913
- International Standard Name Identifier: 0000 0000 8006 7918
- Library of Congress Control Number: n95070494
- MusicBrainz: 9a76d78c-e5f1-4272-9822-331976195cdf
- Nationale Bibliotheek van Tsjechië: xx0120558
- Nationale Bibliotheek van Israël: 987007332935205171
- Système universitaire de documentation: 15662494X
- Virtual International Authority File: 93900037
- WorldCat: E39PBJqfGkXkGCJHjwv87WXPQq